# Stefano Scotto di Luzio
Stefano Scotto di Luzio (Napoli, 29 maggio 1978) è un allenatore di pallacanestro italiano.

## Carriera
Inizia da professionista con il Napoli Basket con il ruolo di vice allenatore, poi Guida in Serie A1 femminile Pozzuoli, dopo varie stagioni da assistente. È in seguito assistente di Giovanni Lucchesi sulla panchina dell'Italia under 16.Continua come vice allenatore alla Dike Napoli femminile, nell'anno successivo ricopre il ruolo di vice allenatore nella Pallacanestro Sant'Antimo- in serie B maschile. Per due mesi ritorna nel basket femminile con il ruolo di capo allenatore in A1 femminile a Battipaglia.
Dal 2021 al 2023 ha allenato al Napoli Basket con il ruolo di capo allenatore nella squadra under 19 Gold e serie C silver e dal 2023 allena la Serie B Interregionale e l'under 17 femminile della Pallacanestro Casalnuovo.